# Plagithmysus abnormis
Plagithmysus abnormis là một loài bọ cánh cứng trong họ Cerambycidae.